# HD현대건설기계
HD현대건설기계(HD Hyundai Construction Equipment Co., Ltd.)는 HD현대 계열의 대한민국의 기계 회사이다.

## 역사
- 1985년 - 현대중공업㈜ 건설장비 개발실 발족
- 1986년 - 미국 DRESSER사와 도자, 로다 OEM 공급계약 체결
- 1987년 - 현대중공업㈜ 건설장비 사업부로 분리 및 1단계 공장 준공, 미국 YALE사와 지게차 생산 협약 체결
- 1988년 - 국내시장 판매 개시, 중형 굴착기 자체 고유모델 개발
- 1989년 - 현대중장비산업㈜로 법인 독립 및 공장 증축
- 1990년 - 중형 굴착기 ROBEX 시리즈 시판, 휠로다 자 체개발 및 유럽 지역 수출 개시
- 1991년 - 울산 제2공장 착공, 미국 시카고 현지법인 설립
- 1992년 - 울산 제2공장 가동, 네델란드 로테르담 사무소 개설1996
- 1993년 - 현대중공업㈜로 합병
- 1994년 - 신개념 굴착기 ROBEX-3 시리즈 시판
- 1995년 - 벨기에 현지 조립공장 설립유럽 현지법인 설립 이전 (네덜란드 → 벨기에), 중국 상주 합자사 설립
- 1996년 - 중국 상주공장 준공
- 2000년 - 국내 최단기간 건설장비 생산 5만 대 돌파, 현대중공업㈜ 생산, 판매 일원화
- 2002년 - 중국 북경 합자사 설립
- 2003년 - 중국 현대강소 합자사 설립, 굴착기 7시리즈 세계 일류상품 선정
- 2004년 - 현대커민스엔진 공장 준공
- 2005년 - 전동 리치 지게차 홍콩디자인전 ‘최우수 디자인 제품’ 선정, 건설장비 생산 10만 대 돌파, 충북 음성 부품센터 확장이전
- 2006년 - 터키 이스탄불 지사 설립, 충북 음성 기술교육센터 설립, 대한민국 건설문화대상 건설 기자재 부문 대상 수상
- 2007년 - 인도 법인 설립, 중국 유압기기 법인 설립
- 2008년 - 인도 공장 설립, 러시아 모스크바 지사 설립, 건설장비 생산 15만 대 돌파, 중남미 파나마 지사 설립, UAE 두바이 지사 설립
- 2009년 - 강소 A/S 교육센터 설립, 9시리즈 굴착기 시판
- 2010년 - 중국 휠로더 공장 기공
- 2011년 - 건설장비 생산 35만 대 돌파, 두바이 제벨알리 부품센터 설립
- 2012년 - 현대커민스 엔진 유한회사 설립
- 2013년 - 독일 아틀라스社와 전략적 제휴 및 도로장비 6개 모델 판매 개시, 브라질 건설장비 공장 준공
- 2014년 - 현대커민스엔진 공장 준공
- 2015년 - 건설장비 글로벌 생산 50만 대 돌파
- 2016년 - 현대중공업 CNHI 미니 굴착기 전략적 제휴
- 2017년 - 현대건설기계주식회사 설립(현대중공업에서 분사), 유럽 법인 통합 신사옥 준공, 국내 최초 중고 건설장비 옥션 사업 시행
- 2018년 - 베트남 지사 설립
- 2019년 - 현대코어모션 독립 출범
- 2020년 - 군산공장 준공, 글로벌 기술혁신 센터 준공
- 2023년 - HD현대건설기계 사명변경
- 2025년 - 울산캠퍼스 준공
- 2025년 - HD건설기계 합병 발표